# Micropsectra nigripila
Micropsectra nigripila är en tvåvingeart som först beskrevs av Oskar Augustus Johannsen 1905.  Micropsectra nigripila ingår i släktet Micropsectra och familjen fjädermyggor. Inga underarter finns listade i Catalogue of Life.